# برادفورد یانگ
برادفورد یانگ (انگلیسی: Bradford Young؛ زادهٔ ۶ ژوئیهٔ ۱۹۷۷) یک فیلم‌بردار اهل ایالات متحده آمریکا است. وی از سال ۲۰۰۴ میلادی تاکنون مشغول فعالیت بوده‌است.

## فیلم‌شناسی
- Pariah (۲۰۱۱)
- Restless City (۲۰۱۱)
- وسط ناکجا (۲۰۱۲)
- آن‌ها بی‌گناهند (۲۰۱۳)
- Mother of George (۲۰۱۳)
- Vara: A Blessing (۲۰۱۳)[۲]
- سلما (۲۰۱۴)
- یک سال بسیار خشن (۲۰۱۴)
- Pawn Sacrifice (۲۰۱۵)
- ورود (۲۰۱۶)
- Where Is Kyra? (۲۰۱۷)